# Oedokan (plaats)
Oedokan (Russisch: Удокан Evenks voor "geleidelijke stijging" of zalmachtige) is een posjolok (dorp) in de gorodskoje poselenieje van Novaja Tsjara in het midden van het district Kalar in het noorden van de Russische kraj Transbaikal. De plaats telde ruim 120 inwoners bij de volkstelling van 2010.

## Geografie
Oedokan ligt aan de voet van de bergketen Oedokan op de rechteroever van de beek Niroengnakan (zijrivier van de Tsjara) en op 8 kilometer ten zuiden van het districtcentrum Novaja Tsjara, waar de Spoorlijn Baikal-Amoer (BAM) langsloopt.
Het dorp ligt aan de weg naar de grootste koperertsafzetting van Rusland, de Oedokanmijn. Nabij het dorp ligt een ruim 150 hectare groot beschermd natuurgebied dat bestaat uit een bos met Aziatische en Siberische sparren, Populus suaveolens en Chozenia (Chosenia arbutifolia) en een aantal beschermde planten, waaronder Clematis ochotensis, Ribes dikuscha en de Siberische lijsterbes.

## Geschiedenis

### Grootste plannen
Het dorp ontstond in 1961 als uitvalsbasis voor de geologische exploratie van de in 1949 ontdekte koperertslagen in het Oedokangebergte. De bedoeling was om een snel begin te maken met de openstelling van de ertslaag en een geschikte plek te zoeken voor de geplande stichting van een stad met 100.000 inwoners en een ertsverwerkende fabriek. In 1966 werd gepland om het werk te versnellen door met ('vreedzame') kernexplosies de ertslaag versneld open te gooien, maar dit werd op het laatste moment afgeblazen. De exploratie werd daarop eerst stilgelegd omdat elders beter winbare koperertslagen te vinden waren. In 1967 kreeg de plek wel de status van posjolok en de naam Oedokan. In 1968 werd een medisch centrum geopend, in 1969 een postkantoor, in 1970 een kleuterschool, in 1972 een basisschool, in 1973 een gemeenschapshuis (club) en in 1975 een bibliotheek en een bosbouwbedrijf.

### Tweede fase
Met de aanleg van de BAM door het gebied werd de aandacht weer op de koperertslaag gevestigd en in 1976 werd een eerste plan opgesteld en goedgekeurd voor de bouw van de nieuwe stad. In 1978 kwamen de eerste bouwlieden voor de aanleg van de BAM naar het dorp, waar een jaar later een achtjarenschool werd geopend. Daarmee stopte ook de ontwikkeling van de plaats omdat de plannen voor een ertsverwerkende fabriek onrendabel bleven door het lage kopergehalte van de ertslaag. Een stad werd dan ook niet gebouwd.
Met de voltooiing van de BAM vertrokken ook de bouwlieden. Het uiteenvallen van de Sovjet-Unie zorgde er vervolgens voor dat een groot deel van de bevolking wegtrok en veel voorzieningen hun deuren sloten.

### Recente ontwikkelingen
Het onderzoek naar de ertslagen werd echter voortgezet. Nadat in 2006 de afdeling Concentratie van de Moskouse nationale universiteit voor technologisch onderzoek MISIS met succes een proeffabriek had opgezet op 7 kilometer van de ertslagen ten noordoosten van Oedokan, werd in 2008 middels een veiling concessie voor de winning verleend aan het metallurgische bedrijf Metalloinvest van oligarch Alisjer Oesmanov. Deze kocht in 2011 de fabriek, voerde verdere verkenningen uit en begon van 2020 met de winning van het erts. Met de winning zijn miljarden dollars aan investeringen gemoeid. Bij de ertslaag moet een vachtovy posjolok (roulatienederzetting) verrijzen. De weg die van het station van Novaja Tsjara door Oedokan naar de afzettingen loopt zal hiervoor ook worden verbeterd.

## Bevolkingsontwikkeling
| Demografische ontwikkeling van de plaats tussen 1989 en 2010 |
| ------------------------------------------------------------ |
|                                                              |
| ■ Volkstelling                                               |

Bestuurlijk centrum: Novaja Tsjara

Ikabja · Kjoest-Kemda · Koeanda · Neljaty · Oedokan · Tsjapo-Ologo · Tsjara